# Краище (област Добрич)
 Тази статия е за селото в област Добрич.  За другото село с това име вижте Краище (област Благоевград).  За други значения вижте Краище (пояснение).
Краище е село в Североизточна България. То се намира в община Генерал-Тошево, област Добрич.

## География
Селото се намира на самата граница с Румъния. Интересен факт е, че когато е трасирана границата след подписване на Крайовската спогодба, тя е трябвало да мине през чертите на селото. С находчивост и настояване пред комисията границата е променена и запазва цялото село да остане на българска територия. Това е първата чупка по линията на границата, която е трябвало да бъде права линия от Дуранкулак до Силистра.

## История
Данни за селото има от началото на 19. век. Тогава то е било турски чифлик. След Руско-турската война от 1829 г. много българи от Южна България (Ямболско, Сливенско) както и от Котленско-Еленския Балкан са принудени да напуснат домовете си с частите на отстъпващите руски военни части. От това време са и първите заселници на с. Краище, което по това време носи името Хайдар Ениджа.
В началото на 20. век село достига своя разцвет, като по това време има над 1000 жители. В селото живеят постоянно около 20 души.

## Население
Преброяване на населението през 2011 г.
Численост и дял на етническите групи според преброяването на населението през 2011 г.:
|                     | Численост | Дял (в %) |
| Общо                | 8         | 100,00    |
| Българи             | 6         | 75        |
| Турци               | 0         | 0,00      |
| Цигани              | 0         | 0,00      |
| Други               | 0         | 0,00      |
| Не се самоопределят | 0         | 0,00      |
| Неотговорили        | 2         | 25        |

## Религии
В селото живеят само българи – православни християни.

## Културни и природни забележителности
В миналото културният живот е бил разнообразен, но сега по обясними причини вече е затихнал. Само на около километър се намира микроязовир „Дрян“. Районът е подходящ за излети, риболов и ловен туризъм. Това е едно изключително красиво място, истински зелен оазис сред добруджанските полета. По склоновете край пътя, водещ към язовира, през 2008 г. започва залесяване на над 500 декара общинска гора по проект, спечелен от Общината по програмата САПАРД.